# Palacio Valle
El Palacio Valle es un edificio de estilo veneciano ubicado en la calle Paseo Valle, perpendicular a la calle Álvares, en la ciudad de Viña del Mar, Chile. Fue encargado como residencia por el empresario de origen italiano Juan Valle a los arquitectos Arnaldo Barison y Renato Schiavon hacia 1912.
Terminado de construir en 1916, el palacio fue parte de los lugares donde se celebró la victoria de Italia en la Gran Guerra, y en 1922 en donde se realizaron los festejos oficiales por la visita del general Enrico Caviglia.
En 1923 fue adquirido por Patricio Achurra, y en 1935 por Emilio Domínguez. En 1965 pasó a ser la sede del Instituto Norteamericano de Cultura, función que cumplió hasta 1985, cuando fue comprado por la Universidad Católica de Valparaíso para instalar en el palacio su Instituto de Historia.